# Claude Ledoux
Claude Ledoux (Auvelais, 23 de febrero de 1960) es un compositor belga.

## Biografía
Tras las humanidades científicas, se orienta decididamente hacia el mundo artístico y estudió, a finales de los años 70, pintura en la Academia de Bellas Artes y música en el Conservatorio Real de Lieja. Encontró a Célestin Deliège que le abrió las puertas del análisis musical así como Jean-Louis Robert que le hace descubrir la música del siglo XX  y lo decide a dedicarse a la carrera de compositor.A esto le siguieron cursos de composición con Frederic Rzewski y Philippe Boesmans, un encuentro con Henri Pousseur (cuya obra titulada "dicté par..." n° 1c orquestó) y una investigación sobre la música electroacústica en la clase de Patrick Lenfant, que le dio la oportunidad de un importante encuentro con Tristan Murail, entonces compositor invitado. Posteriormente, Claude Ledoux continuó su formación en el extranjero participando en seminarios de composición con György Ligeti y Franco Donatoni. A finales de los 80 vivió en París, donde asistió a los cursos de música por ordenador del IRCAM, a los seminarios de análisis musical de Robert Piencikowski y a los cursos de Iannis Xenakis en la Universidad de París.

## Investigaciones en Oriente
Impulsado por su pasión por la música asiática, el compositor realizó varios viajes de introspección que le llevaron a la India (del Himalaya al Rajastán - 1992), a Camboya e Indonesia vía Vietnam (1996), y más recientemente a Japón, donde se centró en el estudio del Bunraku, el Nô y el Kyôgen. Se trata de descubrimientos sonoros que pueden encontrarse en muchas de las obras del compositor (ornamentación Raga e india en "Torrent", heterofonías gamelanas y del sudeste asiático en las obras concertantes, modelado de inflexiones musicales japonesas en "Bell(e)...s", por citar sólo algunos ejemplos)

## Orientación estética
A partir de entonces, la obra del compositor no deja de manifestar una voluntad de síntesis musical. Una música en la que la emoción deriva del encuentro de diferentes imaginarios culturales, en la que se cruzan la fascinación del fenómeno sonoro (de origen europeo o no; musical o no) y sus múltiples distorsiones, la relación entre la gestualidad y el pensamiento conceptual, la ciencia (a través del uso del análisis espectral, los modelos matemáticos) y la artesanía, y finalmente el hedonismo y su distanciamiento sensible. Además, las obras recientes no dudan en reintegrar ciertas facetas de la música popular, otros elementos esenciales que han conformado el universo musical del compositor desde su más temprana juventud.
Claude Ledoux es profesor de composición en el Real Conservatorio de Música de Mons y de análisis musical en el Conservatorio de París (CNSMDP). De 2002 a 2005, fue director artístico del Centro de Investigación y Formación Musical de Valonia - Estudios de Música Electroacústica de Lieja (CRFMW), que se ha convertido en el Centro Henri Pousseur. Conferenciante habitual, también ha enseñado composición y análisis de la música contemporánea en seminarios/másteres en las Universidades de Campinas y São Paulo (2008-9), en el Conservatorio de Shanghái (2014-5); en el Festival Crossroads (Armenia, 2017-8), en el Conservatorio de San Petersburgo (2018).
El Festival Ars Musica le nombró director artístico de su edición de 2012. Al año siguiente, Claude Ledoux fundó el LAPS Ensemble, una original formación musical que mezcla instrumentos amplificados y tres ordenadores portátiles. En 2015, el CD "Fragmente" (que incluye sus Notizen-Fragmente completas) ganó las "Octaves de La musique".
Desde enero de 2005, el compositor es miembro de la Academia real de Bélgica, Clase de las Bellas Artes.

## Obras destacadas
Orquesta:
- Noema para saxofón alto y orquesta de cámara - 2018-9
- S(hakuh)achi Ko(nzert) para Shakuhachi y orquesta - 2016
- El sueño de una mariposa para piano y orquesta - 2016
- Máquina mecánica (D'Orient désorienté) para percusión y orquesta de cuerda - 2016
- Crossing Edges para erhu y orquesta - 2014
- Spazio dei Sospiri - para orquesta 2010-11
- Les Levants de Tiwanaku/Rituel - para orquesta 2008
- Adagio para cuerdas - 2005
- Frissons d'Ailes para violín y orquesta - 2004
- Le Cercle de Rangda para piano y orquesta - 1999
- Musique concertante pour l'embarquement de Cythère para clarinete, tuba, piano y orquesta - 1986
- Evanescence para orquesta - 1985

Ensambles de cámara :
- Regards Déposés (I. Empreintes glissées / II. Espaces enlacés) para 6 instrumentos - 2018
- Actualización de LAPS para un conjunto de instrumentos amplificados y tres ordenadores portátiles - 2015
- La Terre sans Mal para conjunto amplificado y dispositivo electrónico - 2011
- Sanaalijal para flauta y conjunto - 2006
- Bell(e)...S para piano y conjunto - 2004
- Ponche para 13 músicos - 2002
- Experimento de chat para 7 músicos y electrónica en vivo - 1998
- Torrente para violonchelo y conjunto - 1995
- Etude aux Levants de Tiwanaku para 7 músicos - 1992
- Liaisons for Synonyms para saxofón y 9 músicos - 1986
- Liaisons para oboe/corno inglés y 9 músicos - 1985

Músicas de cámara :
- Erotique-Lancinante para fl, cl, vln, vcl y piano - 2018
- Una nuez para Emi para piano y portátil - 2018
- Heavy Funk para piano a cuatro manos - 2011
- Suoni delicati para septeto con arpa - 2010
- Mensagem Ao Mar para trío de teclados - 2009
- V... para violín y piano - 2008
- Las Lagrimas de un Angel - Tercer cuarteto de cuerda - 2007-08
- Canto a due para clarinete y violonchelo - 2007
- Quinteto con piano - 2005
- Play Time - Cuarteto de cuerda n.º 2 - 2004
- Kyoko's Dance para violín (o saxofón soprano) y piano - 2002
- Sobornos para soprano, flauta alta, cello y piano - 2000
- Les Ruptures d'Icare L - Cuarteto de cuerda n°1 - 1993
- Miroirs de la transparence trío para violín, trombón y piano - 1993
- Un ciel fait d'herbes II cuarteto para clarinete, violín, cello y piano - 1990
- Et le rêve s'en fût... cuarteto para clarinete, violín, percusión y piano - 1982

Instrumento solo (o instrumento solo y medios electrónicos):
- Cuatro baladas sentimentales (Balada sentimental/Dulces temblores/Sabores del cielo/Tú, pequeña japonesa) para piano solo - 2016-9
- Correos japoneses (ciclo - work in progress) para piano solo - 2015 / ...
- Zap's INIT para guitarra eléctrica - 2008
- Dos miniaturas (en homenaje a Henri Pousseur) para piano - 1995 / 2008
- Estudio vertical para piano - 2007
- O Loli's dream para viola de cinco cuerdas (Quinton) - 2006
- Courbes d'etoiles I-V para piano - 1996-2004
- Shinjuku's Blues para piano y electrónica en directo - 2003
- Dolphin Tribute (homenaje a Eric Dolphy) para clarinete bajo y electrónica en directo - 2002
- ...L'aimer... para violín - 1995
- Le Songe troublé de l'orchidée para violonchelo - 1994
- Les Ephémérides ininterrompues para piano - 1984

Música vocal:
- Trois Itinérances -Trío para voz (sopranoi), saxofón alto y piano - 2016
- Eurydice Effacée para conjunto de instrumentos tradicionales japoneses e instrumentos barrocos - 2014
- Notizen-Fragmente I y II para voz y órgano - 2013
- Passio secundum Lucam para soprano, coro mixto, órgano y electrónica - 2007
- Cri de blog para cinco voces masculinas y órgano positivo ad libitum - 2007
- Un ciel fait d'herbes I para voz de contralto, clarinete y piano - 1990
- Ricciolina, ópera de cámara - 1985